# Compagnie des potasses du Congo
Pour les articles homonymes, voir CPC.
La Compagnie des potasses du Congo (CPC) désigne une entreprise minière qui exploitait le gisement de potasse à Holle, à une quarantaine de kilomètres au nord-est de Pointe-Noire en République du Congo.

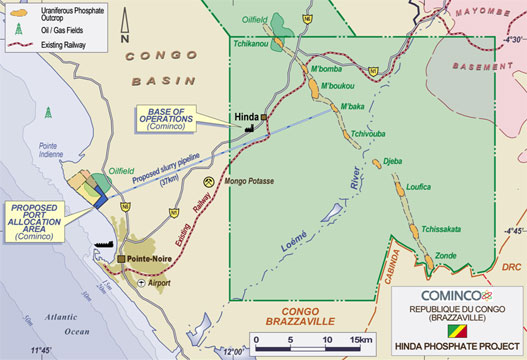
Localisation du site.

Le mine n'a été productive que de 1969 à 1977.
Son exploitation a cessé à la suite d'une énorme voie d'eau qui a noyé la totalité de la mine en quelques jours.
Claude Cheysson en fut président-directeur général de 1970 à 1973.
Pour embarquer le minerai, un wharf de plus de 1 700 m de long a été construit sur la côte sauvage en 1967.

## La mine Saint-Paul à Holle
Elle consistait en la mine proprement dite dont le puits était profond de 420 m, et des installations au jour dont le moulin et l'usine de flottation destinée à produire la potasse commercialisable : KCl. 

L'énergie électrique était produite sur place par 7 groupes mixtes diesel et gaz naturel (venant de Pointe-Indienne).
Les moteurs étaient fournis par la Société alsacienne de constructions mécaniques (2 moteurs AGO de 16 cylindres de Ø 240 mm par groupe). Sa puissance était de 19 600 kW.
Le début de l'exploitation fut marqué par de nombreuses difficultés : la potasse n'était pas à l'endroit attendu, il a fallu attendre des mois et percer des centaines de m de galeries pour en trouver la première veine. De plus les carottages ont montré la couche à une profondeur constante, logiquement elle devait être plane. C'était loin d'être le cas et les machines (Borer Marietta) n'étaient pas vraiment adaptées à cette configuration.
Le 9 mai 1969 les géomètres, au vu de la conformation de la couche, ont indiqué un risque d'infiltration d'eau pouvant conduire à une catastrophe. Elle s'est produite neuf ans après.
Les sondages ont également montré une importante concentration de sylvinite, et par conséquent, tous les équipements étaient destinés à son traitement.
En réalité, il y avait plus de carnallite. Vers 1974 il a été décidé de prospecter le gisement de carnallite, et cela a nécessité un important investissement aussi bien en matériel (Jeffrey), qu'en personnel (local et expatrié). 

Enfin, il a eu d'importants mouvements sociaux : grèves.
Pourtant, après cette difficile gestation, avec une survie sans cesse remise en cause, des périodes plus fécondes ont suivi. 

L'inondation de la mine s'est produite dans le chantier carnallite. Un témoin rapporte « Lorsque nous sommes arrivés au front de la voie, il y a eu un bruit comme un volcan, une venue d'eau boueuse est entrée par une brèche. Tout le monde se sauvait. »
L'accident n'a, fort heureusement, pas fait de victimes.

## Quelques dates et chiffres
- 1948 : découverte de potasse dans la région de Pointe-Noire, à l'occasion d'une campagne de recherche de pétrole par la SPAFE.
- 1960 : campagne de sondage.
- 8 avril 1964 : la CPC a été fondée sous forme de société anonyme de droit congolais dont le capital de 2,5 milliards de francs se répartissait entre : 
  - L'État congolais (15 %)
  - L'Entreprise minière et chimique (EMC) (36,125 %)
  - le Bureau de recherches géologiques et minières (BRGM) (36,125 %)
  - Elf Gabon (12,75 % )
- 22 septembre 1968 : premier skip chargé (de déblais) symbolisant l'achèvement des installations.
- 10 décembre 1968 : voie d'eau bénigne de 12 m3/h.
- 26 mars 1969 : déjà 1 100 m de galeries de creusées, et toujours pas de potasse.
- 8 avril 1969 : à 1 220 m du puits : enfin le champagne ! 1re potasse. 52 % de sylvinite.
- 14 avril 1969 : la couche disparaît à nouveau… On commence à voir que le gisement est chaotique…
- 23 mai 1969 : importante voie d'eau à 1 350 m du puits, mais elle a pu être endiguée.
- 16 juillet 1969 : la production augmente dans des proportions encourageantes : 2 068 tonnes de sel brut ce jour.
- 20 juillet 1969 au 18 août 1969 : grève de près d'un mois. Les ouvriers demandent 30 % d'augmentation et bloquent l'accès au carreau.
- 6 novembre 1969 : le premier minéralier embarque  18 000 tonnes de potasse traitée (KCl), au wharf.
- 23 novembre 1970 : visite du président Marien Ngouabi.
- 1970 : 28 milliards de francs CFA ont été déjà dépensés à cette date.

   Les effectifs étaient à ce moment-là de 1 100 agents, dont 900 Congolais.
- 28 décembre 1971 : important incendie au fond, sur une bande de transport de potasse.

   Pas de victimes, mais la production est totalement stoppée, et ne reprendra qu'au 13 janvier 1972.
- 5 septembre 1972 : la millionième tonne de KCl commercialisable est produite.
- 3 mars 1973 : ouverture de la route bitumée de Pointe-Noire au carreau de la mine.
- 17 août 1975 : première extraction de carnallite.
- 11 mars 1977 : les galeries s'éloignent à plus de 6 km du puits.
- 17 juin 1977 : le Jeffrey qui creuse la galerie de reconnaissance de la carnallite, perce dans la nappe phréatique. Le problème n'est pas jugé alarmant dans l'immédiat, mais la crainte de l'inondation possible est évoquée.

- 20 juin 1977 : énorme voie d'eau au chantier carnallite, à 1 500 m du puits. Le débit est estimé à 6 000 m3 à l'heure

- 22 juin 1977 : l'eau arrive au puits, toute la mine est noyée.

   Au jour, à l'endroit du stade de football (Papa Martin), un cratère de 44 m de profondeur se forme.
- 21 juillet 1977 : visite du président Joachim Yhombi-Opango.

- 23 juillet 1977 : départ de tous les expatriés et leurs familles par un avion spécialement affrété.

## Production
Production de KCl commercialisable (en tonnes) de 1969 à 1974

## Galerie

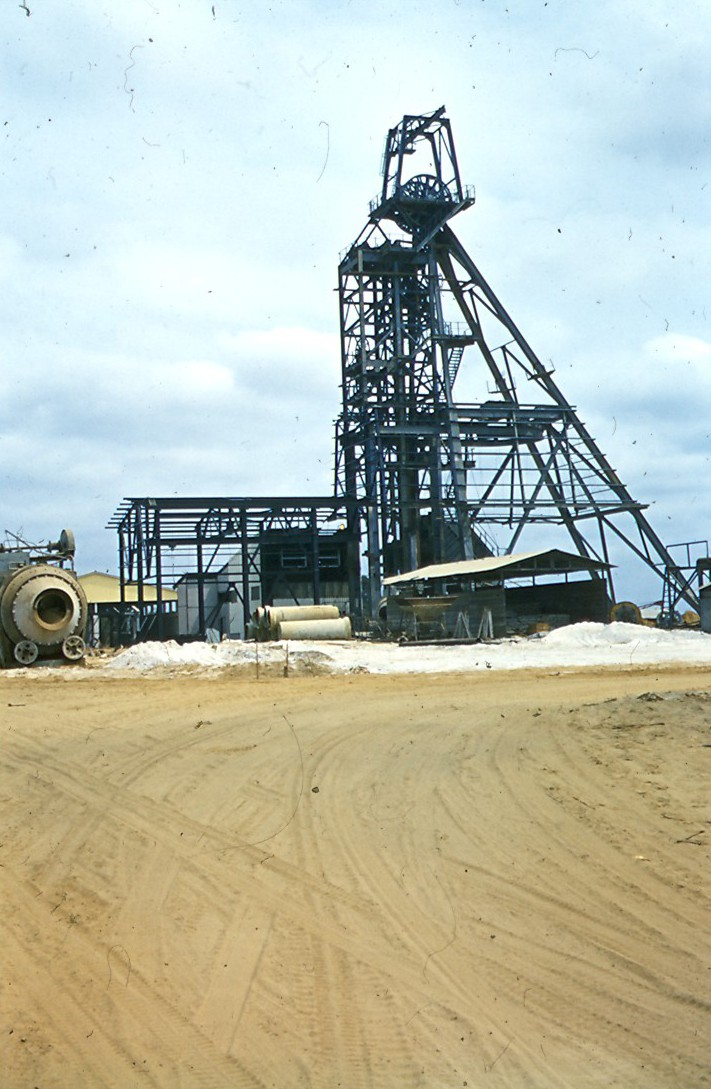
Chevalement en construction en 1968.
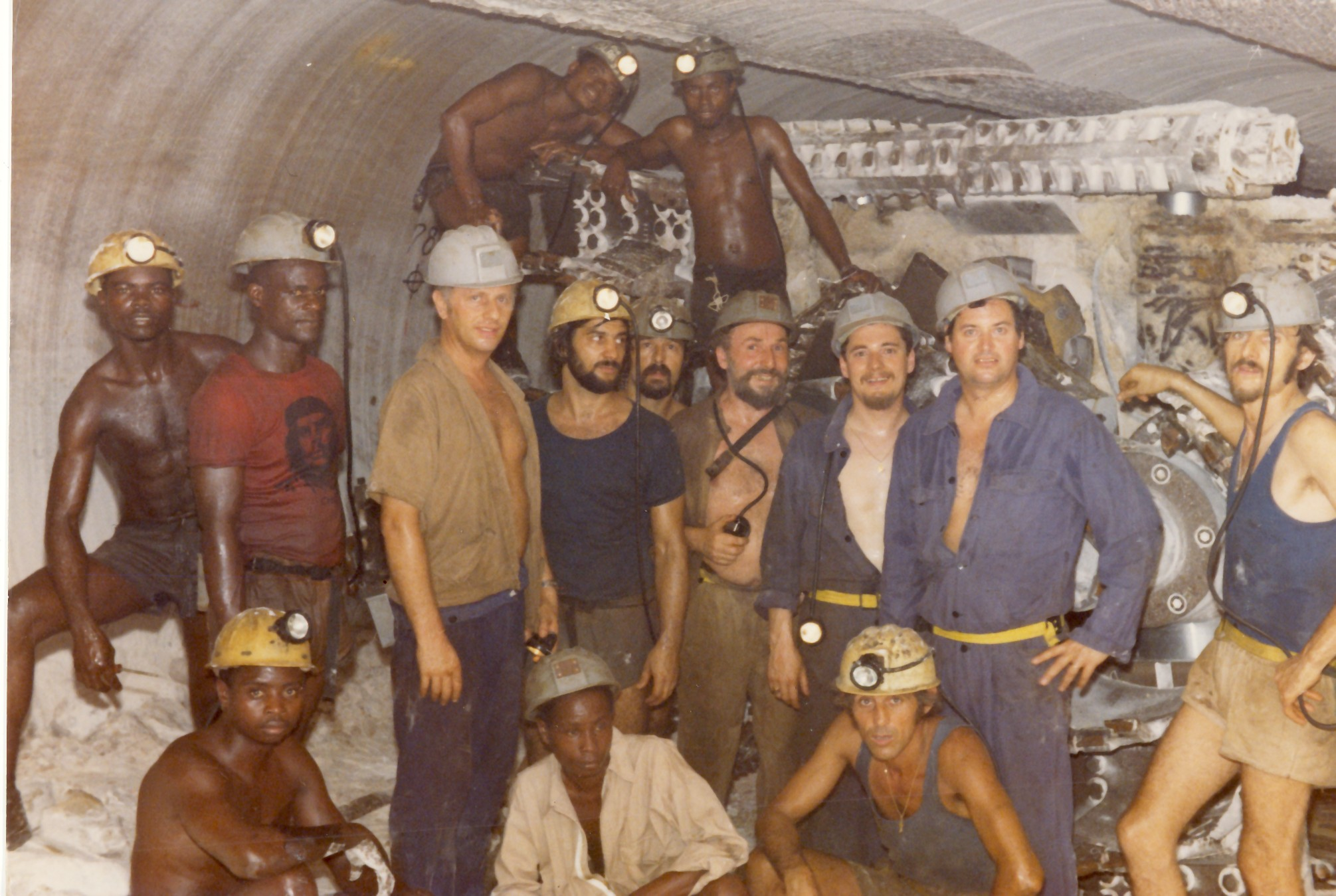
Au fond en 1974.
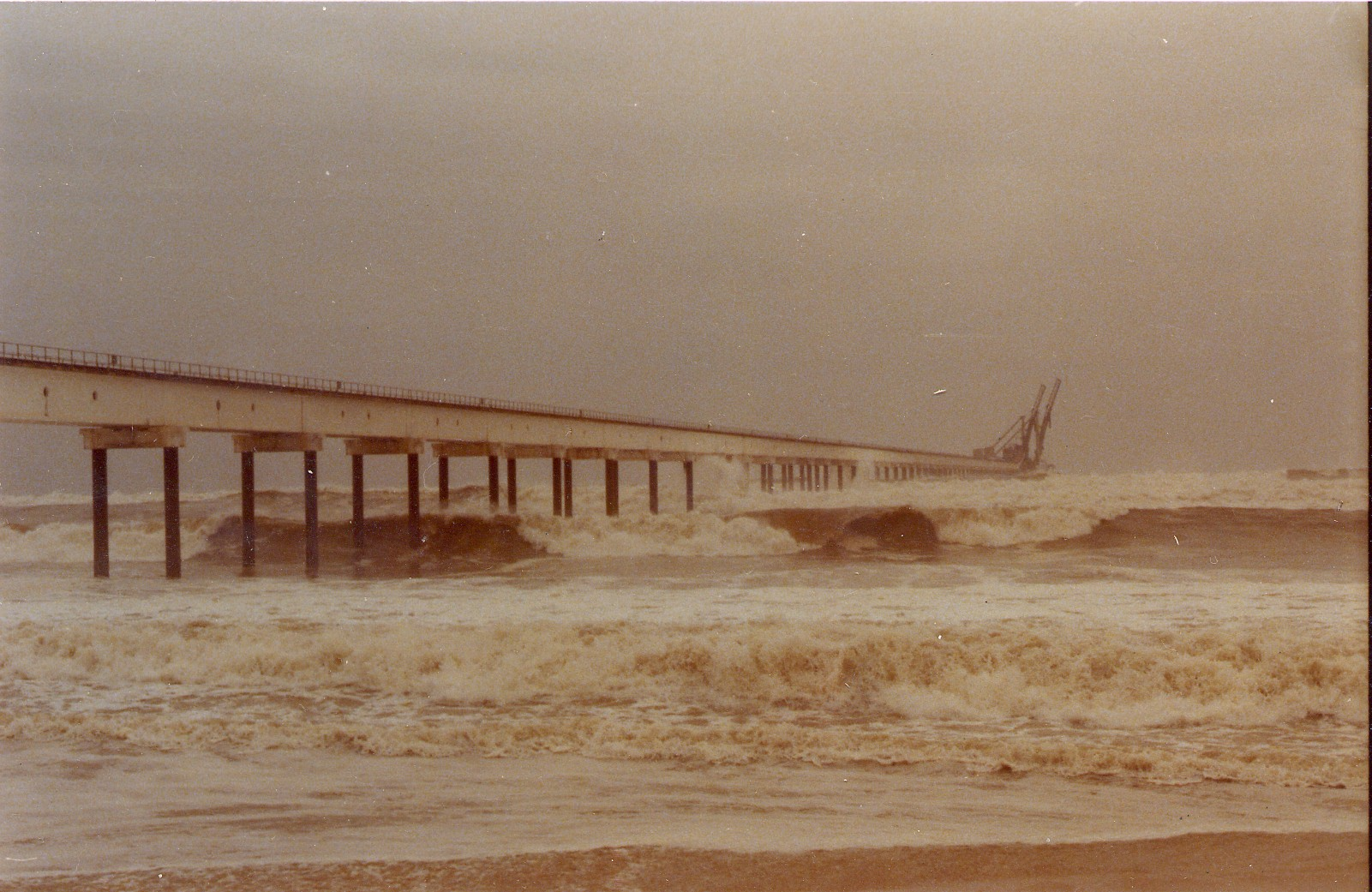
Le wharf.
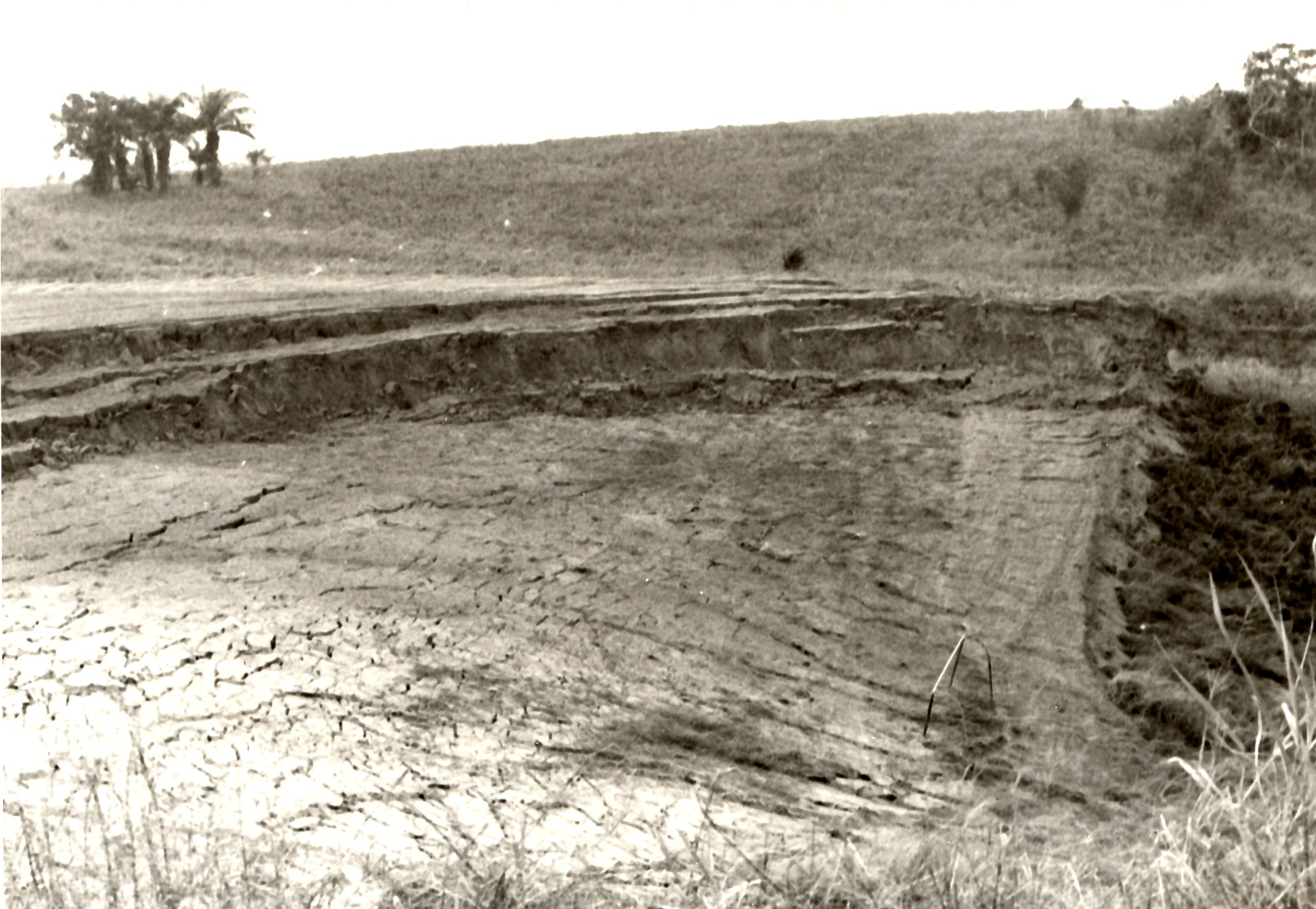
Cratère formé par l'inondation (photo du 22 juin 1977).
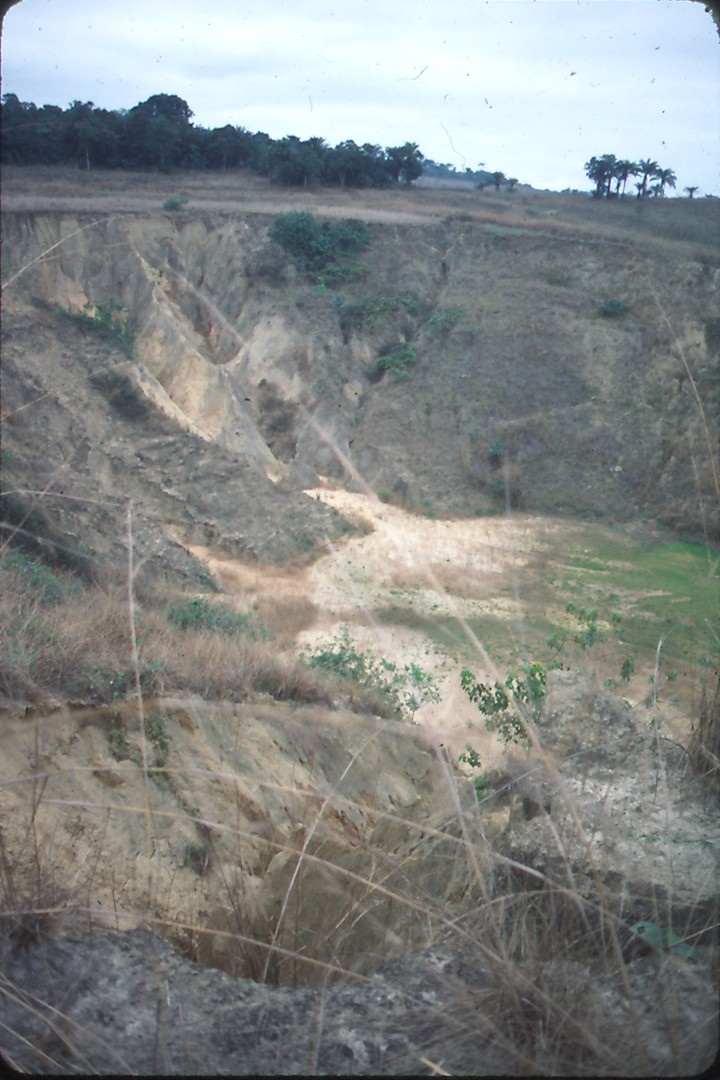
Cratère en septembre 1983.